# Diamysis lagunaris
Diamysis lagunaris är en kräftdjursart som beskrevs av Ariani och H. Wittmann 2000. Diamysis lagunaris ingår i släktet Diamysis och familjen Mysidae. Inga underarter finns listade i Catalogue of Life.